# 1212
1212（千二百十二、せんにゃくじゅうに）は自然数、また整数において、1211の次で1213の前の数である。

## 性質
- 1212は合成数であり、約数は 1, 2, 3, 4, 6, 12, 101, 202, 404, 606, 1212 である。
  - 約数の和は2856。
- 270番目のハーシャッド数である。1つ前は1206、次は1215。
  - 6を基とする23番目のハーシャッド数である。1つ前は1140、次は1230。
- 同じ数を2つ並べてできる12番目の数である。1つ前は1111、次は1313。(オンライン整数列大辞典の数列 A020338)
- n = 1212 のとき n と n − 1 を並べた数を作ると素数になる。n と n − 1 を並べた数が素数になる120番目の数である。1つ前は1198、次は1218。(オンライン整数列大辞典の数列 A054211)
- 各位の和が6になる41番目の数である。1つ前は1203、次は1221。
  - 各位の和が完全数になる41番目の数である。1つ前は1203、次は1221。（オンライン整数列大辞典の数列 A217747）

## その他 1212 に関連すること
- 西暦1212年
- 日本のHIPHOPユニットである、スチャダラパーのアルバム。2015年にリリースされた。